# DIY (catch)
Pour les articles homonymes, voir DIY (homonymie).
Palmarès
1 fois Champions par équipes de NXT
2 fois Champions par équipes
DIY (souvent stylisé en #DIY) est une équipe de catcheurs Heel composée de Johnny Gargano et Tommaso Ciampa. Le duo travaille actuellement à la World Wrestling Entertainment, dans la division SmackDown.

## Carrière

### Pro Wrestling Guerrilla (2015)
Lors de PWG All Star Weekend 11 - Tag 1, ils perdent contre The Young Bucks et ne remportent pas les PWG World Tag Team Championship.

### World Wrestling Entertainment (2015-...)

#### Formation  du duo et champions par équipe de laNXT(2015–2017)
Le 9 septembre 2015 à NXT, Johnny Gargano fait ses débuts dans le show jaune, aux côtés de Tommaso Ciampa et ensemble, les deux hommes battent Bull Dempsey et Tyler Breeze au premier tour du tournoi Dusty Rhodes Tag Team Classic. La semaine suivante à NXT, ils perdent face à Baron Corbin et Rhyno en quart de finale du tournoi.
Le 20 août 2016 à NXT TakeOver: Brooklyn II, ils ne remportent pas les titres par équipes de NXT, battus par les Revival (Dash Wilder et Scott Dawson).
Le 19 novembre à NXT TakeOver: Toronto, ils deviennent les nouveaux champions par équipes de NXT en prenant leur revanche sur leurs mêmes adversaires dans un 2 Out of 3 Falls match et remportent les titres pour la première fois de leurs carrières.
Le 28 janvier 2017 à NXT TakeOver: San Antonio, ils ne conservent pas leurs ceintures, battus par les AOP (Akam et Rezar), ce qui met fin à un règne de 70 jours.
Le 1er avril à NXT TakeOver: Orlando, ils ne remportent pas les titres, rebattus par leurs mêmes adversaires dans un Triple Threat Elimination Tag Team match qui inclut également les Revival.

#### Rivalité entre les deux hommes (2017-2019)
Le 20 mai à NXT TakeOver: Chicago, ils ne remportent pas les ceintures, rebattus par les AOP dans un Ladder match. Après le combat, Tommaso Ciampa effectue un Heel Turn en se retournant contre Johnny Gargano, ce qui met fin à leur alliance.
Le 19 août à NXT TakeOver: Brooklyn III, Johnny Gargano perd face à Andrade "Cien" Almas.
Le 27 janvier 2018 à NXT TakeOver: Philadelphia, Johnny Gargano ne remporte pas le titre de la NXT, battu par son même adversaire. Après le combat, Tommaso Ciampa fait son retour et l'attaque avec une béquille.
Le 7 avril à NXT TakeOver: New Orleans, Johnny Gargano bat Tommaso Ciampa dans un Unsanctioned match et conserve sa place dans la brand jaune. Le 16 juin à NXT TakeOver: Chicago II, Tommaso Ciampa prend sa revanche sur Johnny Gargano dans un Chicago Street Fight match.
Le 18 juillet à NXT, Tommaso Ciampa devient le nouveau champion de la NXT en battant Aleister Black, remportant le titre pour la première fois de sa carrière. Le 18 août à NXT TakeOver: Brooklyn 4, Tommaso Ciampa conserve son titre en battant Johnny Gargano dans un Last Man Standing match.
Le 24 octobre à NXT, Johnny Gargano effectue un Heel Turn en se révélant comme étant l'agresseur d'Aleister Black, puis porte un Superkick à ce dernier. Le 17 décembre à NXT TakeOver: WarGames II, Johnny Gargano perd face au Hollandais. De son côté, Tommaso Ciampa conserve son titre en battant The Velveteen Dream.

#### Reformation et séparation (2019)
Le 26 janvier 2019 à NXT TakeOver: Phoenix, Johnny Gargano devient le nouveau champion Nord-Américain de la NXT en battant Ricochet et remporte le titre pour la première fois de sa carrière. À la fin de la soirée, Tommaso Ciampa conserve son titre en battant Aleister Black. Après le combat, les deux hommes se rejoignent et célèbrent ensemble. Le 18 février à Raw, ils font leurs débuts dans le show rouge, disputent leur premier match et battent les champions par équipes de Raw, les Revival, dans un match sans enjeu. Le lendemain à SmackDown Live, ils font également leurs débuts dans le show bleu, disputent leur premier match et battent The Bar. Le lendemain à NXT, Johnny Gargano ne conserve pas sa ceinture, battu par The Velveteen Dream, ce qui met fin à un règne de 25 jours. Le 13 mars à NXT, les deux hommes perdent face à Aleister Black et Ricochet en demi-finale du tournoi Dusty Rhodes Tag Team Classic. Après le combat, Johnny Gargano effectue un Face Turn, car Tommaso Ciampa a voulu le balancer contre l'écran, mais il retourne la situation à son avantage.  La semaine suivante à NXT, Triple H annonce que Tommaso Ciampa est contraint d'abandonner le titre de la NXT, car il doit subir une opération chirurgicale de la nuque.
Le 5 avril à NXT TakeOver: New York, Johnny Gargano devient le nouveau champion de la NXT en battant Adam Cole dans un 2 Out of 3 Falls Match, remportant le titre pour la première fois de sa carrière. Le 1er juin à NXT TakeOver: XXV, il ne conserve pas sa ceinture, battu par son même adversaire dans un match revanche, ce qui met fin à un règne de 47 jours.
Le 10 août à NXT TakeOver: Toronto, il ne remporte pas la ceinture, rebattu par son rival dans un 2 Out of 3 Falls Match.

#### Johnny Gargano triple champion Nord-Américain de laNXT, The Way et départ; Tommaso Ciampa double champion de laNXT(2019-2022)
Le 2 octobre à NXT, Tommaso Ciampa fait son retour de blessure après 6 mois et demi d'absence, et confronte le champion de la NXT, Adam Cole. Le 23 novembre à NXT TakeOver: WarGames, son équipe perd face à l'Undisputed Era dans un WarGames Match.
Le 16 février 2020 à  NXT TakeOver: Portland, Johnny Gargano perd face à Finn Bálor. À la fin de la soirée, Tommaso Ciampa ne remporte pas le titre de la NXT, battu par Adam Cole. Pendant le combat, Johnny Gargano effectue un Heel Turn en l'attaquant avec la ceinture du champion dans le dos de l'arbitre.
Le 7 juin à NXT TakeOver: In Your House, il ne remporte pas le titre Nord-Américain de la NXT, battu par Keith Lee. Un peu plus tard, Tommaso Ciampa perd face à Karrion Kross par soumission.
Le 22 août à NXT TakeOver: XXX, Johnny Gargano ne remporte pas la ceinture, battu par Damian Priest dans un Fatal 5-Way Ladder Match, qui inclut également Bronson Reed, Cameron Grimes et The Velveteen Dream.
Le 4 octobre à NXT TakeOver: 31, Johnny Gargano ne remporte pas, pour la troisième fois, le titre Nord-Américain de la NXT, battu par son même adversaire. Le 18 novembre à NXT, Tommaso Ciampa effectue un Face Turn en confrontant Timothy Thatcher. Le 28 octobre à NXT Halloween Havoc, Johnny Gargano redevient champion Nord-Américain de la NXT, pour la seconde fois, en prenant sa revanche sur Damian Priest. Quatorze soirs plus tard à NXT, il perd face à Leon Ruff, à la suite d'une intervention extérieure de Damian Priest, ne conservant pas son titre et mettant fin à un règne de 14 jours. Le 6 décembre à NXT TakeOver: WarGames, Tommaso Ciampa bat son adversaire. À la fin de la soirée, Johnny Gargano redevient champion Nord-Américain de la NXT, pour la troisième fois, en battant Leon Ruff et Damian Priest dans un Triple Threat Match, aidé par des interventions de sept Ghostface (dont l'un d'eux se révèle être Austin Theory). Trois soirs plus tard à NXT, Austin Theory, Indi Hartwell, Candice LeRae et lui se réunissent et forment officiellement un clan appelé The Way.
Le 22 janvier 2021 à 205 Live, Tommaso Ciampa et Timothy Thatcher battent Tony Nese et Ariya Daivari au premier tour du Dusty Rhodes Tag Team Classic. Le 10 février à NXT, ils perdent face aux Grizzled Veterans (James Drake et Zack Gibson) en demi-finale du tournoi. Le 14 février à NXT TakeOver: Vengeance Day, Johnny Gargano conserve son titre en battant Kushida.
Le 7 avril à NXT TakeOver: Stand & Deliver, Tommaso Ciampa ne remporte pas le titre de la NXT UK, battu par WALTER. Le lendemain, Johnny Gargano conserve son titre en battant Bronson Reed. Le 13 juin à NXT TakeOver: In Your House, il perd face à Karrion Kross dans un  Fatal 5-Way match, qui inclut également Adam Cole, Kyle O'Reilly et Pete Dunne, ne conservant pas son titre et mettant fin à un règne de 163 jours.
Le 14 septembre à NXT 2.0, Tommaso Ciampa redevient champion de la NXT, pour la seconde fois, en battant LA Knight, Pete Dunne et Von Wagner dans un Fatal 4-Way Match.
Le 5 décembre à NXT TakeOver: WarGames, l'équipe Black and Gold, dont les deux hommes font partie, perd face à celle de 2.0 dans un WarGames match. Deux soirs plus tard à NXT, le clan de Johnny Gargano se sépare, car Austin Theory a été drafté à Raw, puis Indi Hartwell, Dexter Lumis et Johnny Gargano se disent au revoir dans les coulisses. Plus tard dans la soirée, Johnny Gargano effectue une promo d'adieu avant de se faire attaquer par Grayson Waller avec une chaise, qui coince sa tête dedans et le pousse sur la marche d'acier, avant de le faire passer à travers la table des commentateurs.
Le 4 janvier 2022 à NXT: New Year's Evil, Tommaso Ciampa ne conserve pas sa ceinture, battu par Bron Breakker, ce qui met fin à un règne de 112 jours.

#### Débuts àRawet retour du duo (2022-2024)
Le 11 avril à Raw, Tommaso Ciampa est présenté comme nouvel arrivant dans le show rouge par Kevin Patrick. Le 25 avril à Raw, il effectue un Heel Turn en attaquant Mustafa Ali dans le dos, après la victoire de ce dernier face au Miz.
Le 30 juillet à SummerSlam, pendant le match entre Logan Paul et le Miz, il se fait attaquer par AJ Styles, après être intervenu dans la rencontre en faveur de son allié. Le 22 août à Raw, Johnny Gargano fait son retour après huit mois et demi d'absence, en tant que Face, où il annonce fièrement son Come Back, avant d'être interrompu par Austin Theory sur qui il porte un Superkick. Trois semaines plus tard à Raw, il dispute son premier match en solo et bat Chad Gable.
Le 26 octobre, Tommaso Ciampa annonce devoir subir une opération chirurgicale, à la suite d'une blessure à la hanche, et s'absenter pendant 8 mois. Le 30 décembre lors d'un Live Event à Toronto, Johnny Gargano se blesse à l'épaule et doit s'absenter pendant un mois.
Le 28 janvier 2023 au Royal Rumble, il fait son retour de blessure après un mois d'absence, entre dans le Royal Rumble match masculin en 5e position, mais se fait éliminer par Dominik Mysterio et Finn Bálor. Le 18 février à Elimination Chamber, il ne remporte pas le titre des États-Unis de la WWE, battu par Austin Theory dans un Elimination Chamber match, qui inclut également Seth "Freakin" Rollins, Montez Ford, Damian Priest et Bronson Reed.
Le 19 juin à Raw, Tommaso Ciampa fait son retour de blessure après huit mois d'absence, en tant que Face, et bat son ancien partenaire le Miz.
Le 5 août à SummerSlam, il ne remporte pas la Slim Jim SummerSlam 25-Man Battle Royal, gagnée par LA Knight.
Le 2 octobre à Raw, il ne remporte pas le titre Intercontinental de la WWE, battu par Gunther. Après le combat, il se fait attaquer par les deux sbires du premier, mais Johnny Gargano vole à son secours et les deux catcheurs reforment officiellement leur duo.
Le 6 avril 2024 à WrestleMania XL, ils ne remportent pas les titres par équipes de Raw et SmackDown, battus par Awesome Truth (The Miz et R-Truth) et A-Town Down Under (Austin Theory et Grayson Waller) dans un 6-Pack Tag Team Ladder match qui inclut également The Judgment Day (Damian Priest et Finn Bálor), The New Day (Kofi Kingston et Xavier Woods) et New Catch Republic (Pete Dunne et Tyler Bate). 

#### Draft àSmackDownet doubles champions par équipes (2024-...)
Le 29 avril à Raw, lors du Draft, ils sont annoncés être officiellement transférés à SmackDown par Nick Aldis.
Le 5 juillet à SmackDown, ils deviennent les nouveaux champions par équipe en battant Austin Theory et Grayson Waller, remportent les titres pour la première fois de leurs carrières et leurs seconds titres par équipes. Le 2 août à SmackDown, ils ne conservent pas leurs ceintures, battus par la Bloodline (Jacob Fatu et Tama Tonga), ce qui met fin à un règne de 28 jours.
Le 15 novembre à SmackDown, Tommaso Ciampa effectue définitivement un Heel Turn, car il attaque les Street Profits pendant leur match face aux Motor City Machine Guns pour les ceintures par équipes et repousse son propre partenaire. Le 6 décembre à SmackDown, ils redeviennent champions par équipes, pour la seconde fois, en battant les Motor City Machine Guns. Pendant le combat, Johnny Gargano effectue un Heel Turn, car il porte un Low-Blow sur Chris Sabin.
Le 14 mars à SmackDown, ils perdent leurs ceintures, battus par The Street Profits (Angelo Dawkins et Montez Ford), ce qui met fin à un règne de 98 jours.

## Palmarès
- World Wrestling Entertainment
  - 2 fois champions par équipe (actuel)
  - 3 fois champion de NXT - Tommaso Ciampa (2) et Johnny Gargano (1)
  - 3 fois champion Nord-Américain de NXT - Johnny Gargano
  - 1 fois champions par équipe de NXT
  - NXT Year-End Award (1 fois)
    - Match de l'année (2016) contre The Revival à NXT TakeOver: Toronto